# Ichneumon castor
Ichneumon castor är en stekelart som beskrevs av Cameron 1884. Ichneumon castor ingår i släktet Ichneumon och familjen brokparasitsteklar. Inga underarter finns listade i Catalogue of Life.